# كريستيان ريفيروس
كريستيان ميغيل ريفيروس (بالإسبانية: Cristian Riveros)‏، من مواليد 16 أكتوبر 1982 في سالديفار في باراغواي، لاعب كرة قدم باراغوياني.
بدأ مسيرته الكروية مع نادي سان لورينزو في عام 2000، ولعب معهم حتى عام 2004، وفي موسم 2004/2005 انتقل إلى نادي تاكواري، وفي عام 2006 انتقل إلى نادي ليبرتاد، ولعب معهم حتى عام 2007، وشارك معهم في 27 مباراة وسجل 7 أهداف، ومنذ عام 2007 وهو يلعب مع نادي كروز أزول. في 2010 أنتقل لنادي سندرلاند الإنجليزي.
منذ عام 2002 وهو يلعب مع منتخب باراغواي لكرة القدم.

## روابط خارجية
- كريستيان ريفيروس على موقع الاتحاد الدولي (مؤرشف)  (الإنجليزية)
- كريستيان ريفيروس على موقع اتحاد تركيا (لاعب) (الإنجليزية)
- كريستيان ريفيروس على موقع قاعدة بيانات كرة القدم.إي يو (الإنجليزية)
- كريستيان ريفيروس على موقع ناشيونال فوتبول تيمز (الإنجليزية)
- كريستيان ريفيروس على موقع Soccerbase.com (لاعب) (الإنجليزية)
- كريستيان ريفيروس على موقع Soccerway.com (الإنجليزية)
- كريستيان ريفيروس على موقع عالم كرة القدم.نت (الإنجليزية)
- كريستيان ريفيروس على موقع كووورة
- كريستيان ريفيروس على موقع AS.com (الإسبانية)